# Euro NCAP
Euro NCAP (European New Car Assessment Program) er et europæisk institut, der kollisionstester nye biler.
Euro NCAP er etableret i 1997 og støttes af nogle europæiske regeringer, af EU-Kommissionen og af motor- og forbrugerorganisationer i alle EU-lande.
Bilerne udsættes for forskellige prøver, blandt andet frontal- og sidekollisioner med attrapper (dukker- crashtestdummies) fastspændt i bilernes sæder. Der anvendes ikke dukker, der påkøres, ej heller i fodgængertesten. Figurer formet som barne- og voksenhoveder og med en lignende vægt slynges mod bilens motorhjelm og forreste nederste kant af bilens frontrude. Høje cylindre forestiller ben. Derved bliver det mere præcist gang for gang at måle, hvad der sker ved påkørslen end hvis det var dukker, man anvendte.
På grundlag af de foretagne tests gives en stjernemærkning for bilens kollisionssikkerhed, men siden 2009 er også barnesikkerhed, fodgængersikkerhed og aktiv sikkerhed indgået i den samlede stjernevurdering.
Der kan gives op til fem stjerner. Den første bil, som indhentede denne topkarakter, var Renault Laguna II i testfase 9, 2001.
Der er laboratorier i flere europæiske lande, der er certificeret til at foretager disse tests.